# Philipp Degen
Philipp Degen (Liestal, 15 de fevereiro de 1983) é um futebolista suíço. Atualmente joga pelo Basel.
Philipp tem um irmão gêmeo, chamado David Degen. Atuaram juntos na Copa do Mundo de 2006.